# La Fille des collines
Pour plus de détails, voir Fiche technique et Distribution.
La Fille des collines est un film français réalisé par Robin Davis, sorti en 1990.

## Fiche technique
- Titre français : La Fille des collines
- Réalisation : Robin Davis
- Scénario : Robin Davis, Patrick Laurent et Alain Le Henry d'après le roman de Charles Williams
- Photographie : Michel Abramowicz
- Musique : Philippe Sarde
- Producteur : Ariel Zeitoun
- Pays de production :  France
- Format : Couleur
- Genre : drame
- Durée : 100 minutes
- Date de sortie : 
  - France : 14 mars 1990

## Distribution
- Nathalie Cardone : Angélina
- Florent Pagny : Tom
- Tchéky Karyo : Vincent
- Jean-Pierre Sentier : Augustin
- Laure Killing : Lisa
- Henri Génès : Le maire
- Mathé Souverbie : Une vendeuse